# Garrulus
Garrulus là một chi chim trong họ Corvidae.

## Phân loại
Chi này được nhà động vật học người Pháp Mathurin Jacques Brisson thiết lập năm 1760. Loài điển hình của chi là quạ thông Á Âu (Corvus glandarius = Garrulus glandarius). Tên gọi garrulus là một từ trong tiếng Latinh có nghĩa là hót líu lo, ríu rít, lảm nhảm hay ầm ĩ.

## Các loài
Ba loài được công nhận:
- Garrulus glandarius (Linnaeus, 1758): Quạ thông.[7] Phân bố: Từ Tây Âu và tây bắc châu Phi tới tiểu lục địa Ấn Độ, Trung Á, Đông Á và Đông Nam Á. IOC công nhận 34 phân loài.
- Garrulus lanceolatus Vigors, 1831: Quạ thông đầu đen. Phân bố: Từ đông Afghanistan và bắc Pakistan tới tây Tây Tạng, Nepal và bắc Ấn Độ.
- Garrulus lidthi Bonaparte, 1850: Quạ thông Lidth, quạ thông Lưu Cầu. Phân bố: Quần đảo Lưu Cầu.

## Hình ảnh

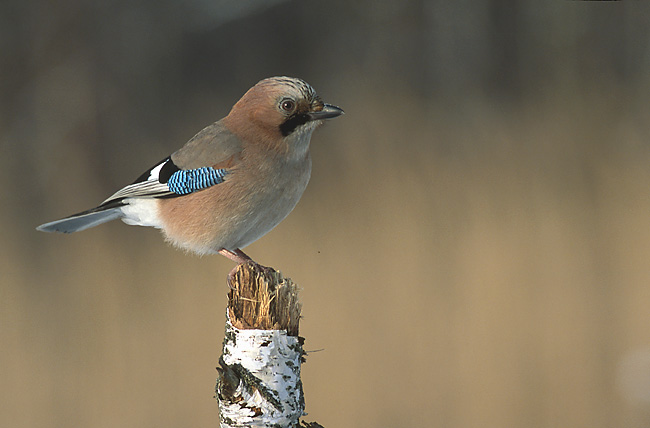
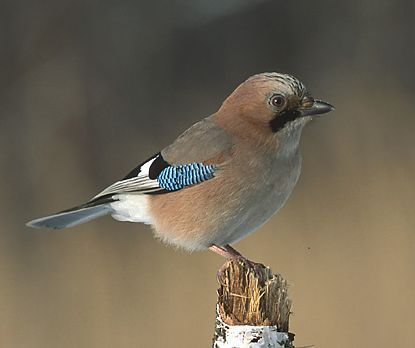
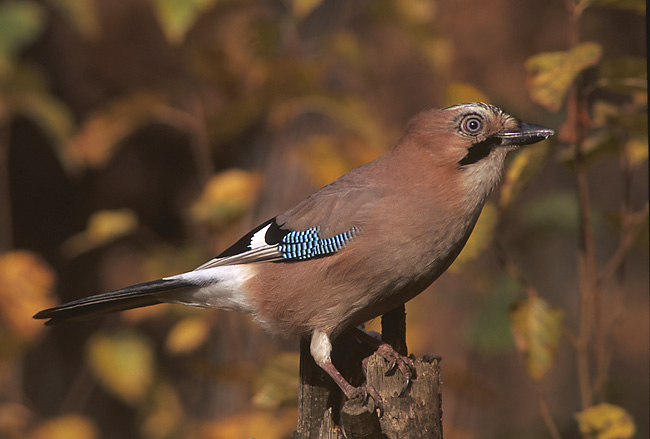
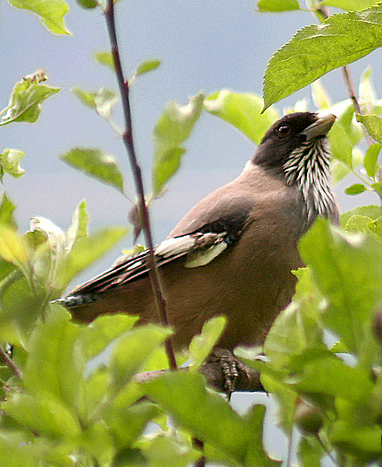
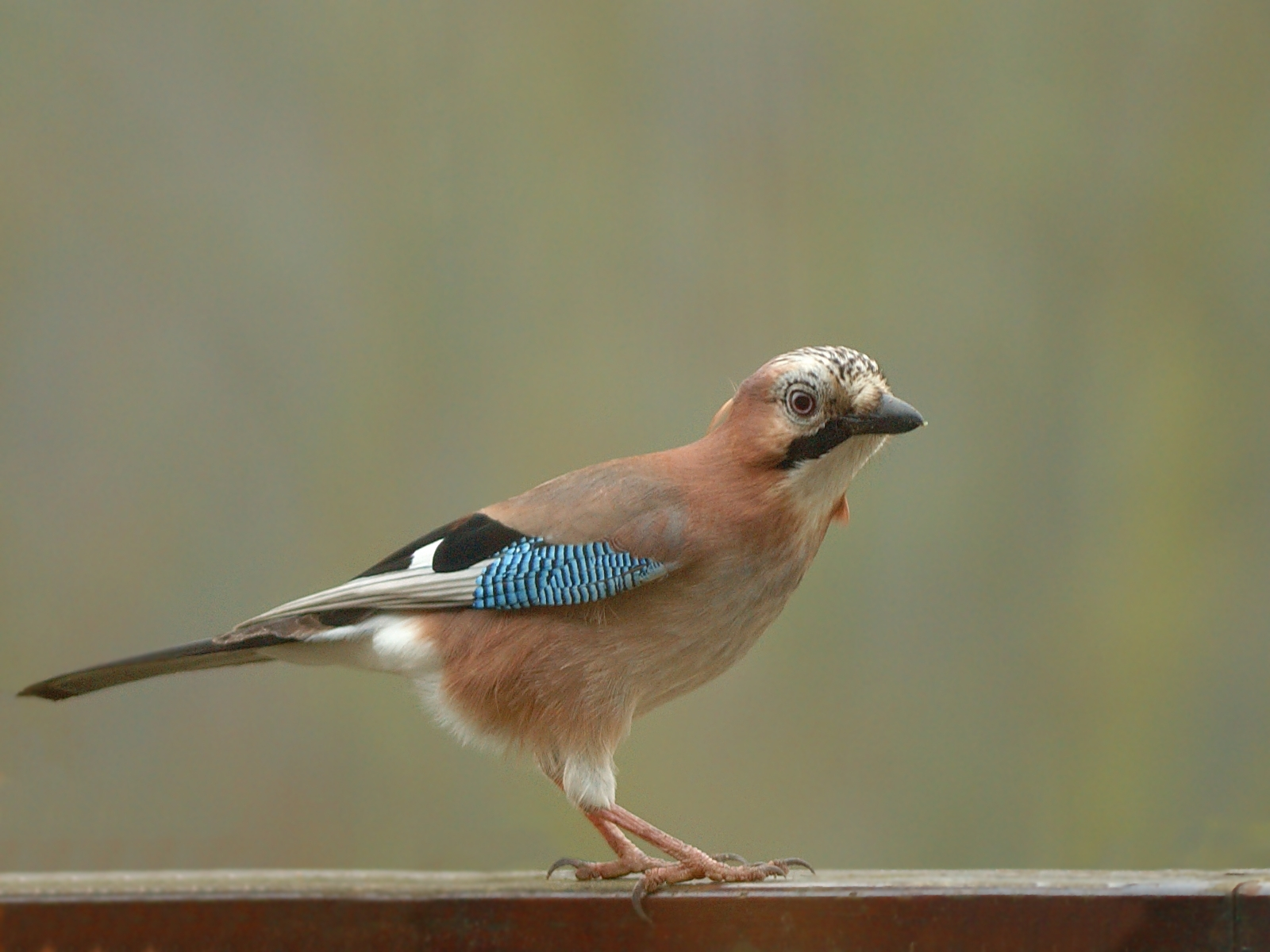
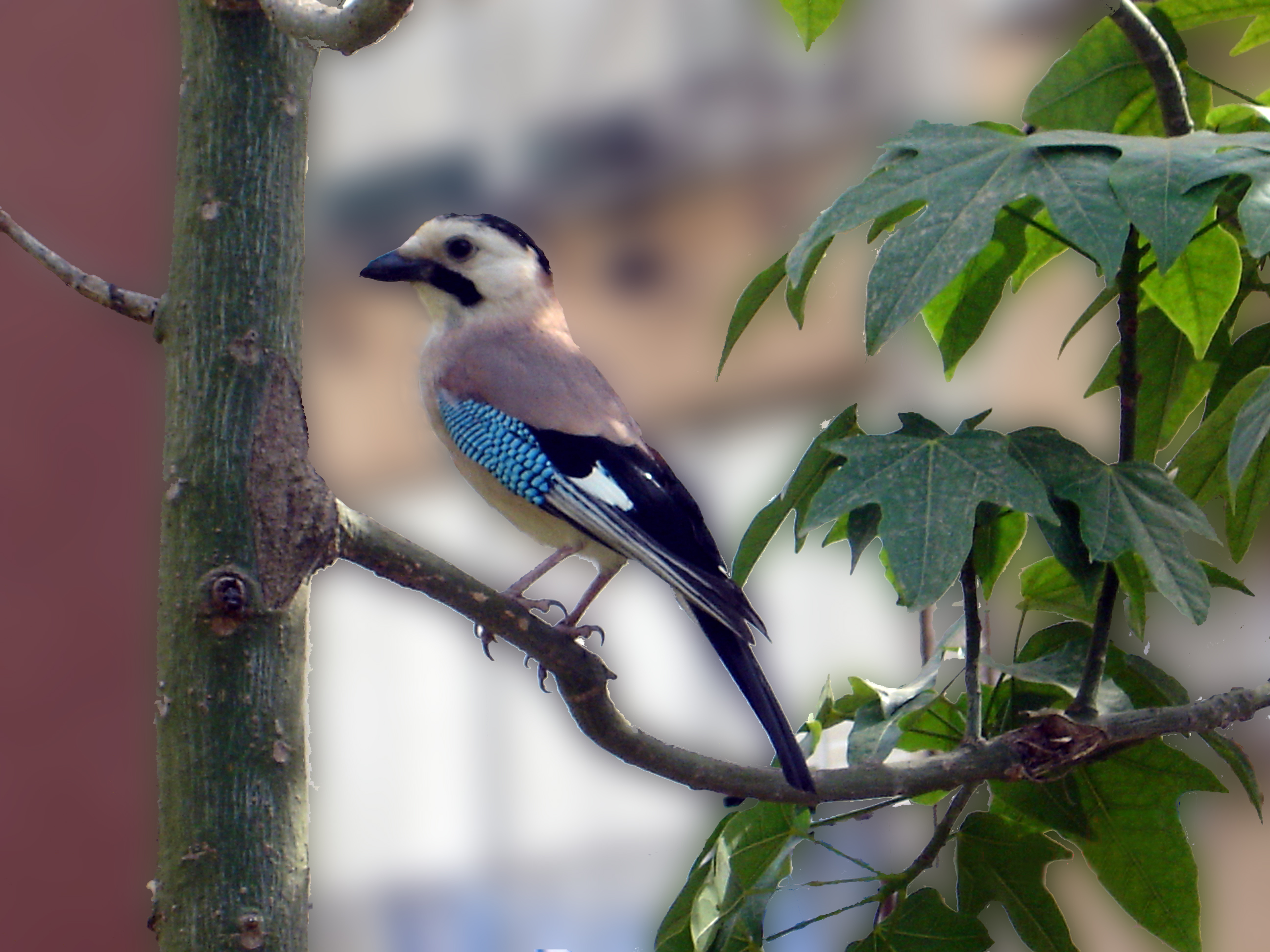